# Sui generis
|  | No s'ha de confondre amb el grup de rock català Sui Generis. |

Sui generis és una locució llatina que vol dir «del seu propi gènere».
Aquesta expressió s'utilitza en dret per designar persones jurídiques dotades d'un règim especial.
També s'utilitza aquesta expressió en l'àmbit de les anàlisis clíniques per indicar l'olor característic d'una mostra d'orina o semen, de manera que una olor sui generis significa que és la normal d'aquell material biològic.
En el llenguatge corrent l'expressió pot adquirir una connotació negativa, que indica una forma una mica especial o particular d'un concepte, tal com solem comprendre'l. Per exemple una democràcia sui generis es fa servir per designar un règim formalment democràtic però que no ho és completament en el seu funcionament, tal com s'entén normalment.